# Francis Carew (Politiker, um 1530)
Sir Francis Carew (* unsicher: 1530; † 16. Mai 1611) war ein englischer Adliger und Politiker, der einmal als Abgeordneter für das House of Commons gewählt wurde.

## Herkunft und Jugend
Francis Carew entstammte der Familie Carew aus Beddington in Surrey. Er war ein Sohn von Sir Nicholas Carew und dessen Frau Elizabeth Bryan. Sein Vater war ein einflussreicher Höfling am Hof von König Heinrich VIII., der aber in Ungnade fiel und 1539 hingerichtet wurde. Carews Mutter war nun von der Gnade des Königs abhängig, doch als Schwester von Sir Francis Bryan, einem Günstling des Königs, musste sie wohl auch nach der Verurteilung ihres Mannes nicht in Armut leben. Carew wuchs vermutlich mit Nicholas Throckmorton im Haushalt von Königin Catherine Parr auf.

## Dienst unter Maria der Katholischen und Elisabeth I.
1553 trat Carew in den Dienst der neuen Königin Maria der Katholischen, die ihm 1554 große Teile der Besitzungen seines Vaters zurückgab, die bislang Thomas Darcy, 1. Baron Darcy of Chiche erhalten hatte. Später übergab sie ihm noch Besitzungen des enteigneten Marquess of Northampton, und beim Tod von Maria 1558 besaß Carew wieder fast alle Besitzungen, die sein Vater in Surrey und Sussex besessen hatte. Carew blieb auch in der Gunst der neuen Königin Elisabeth I. und von deren Minister William Cecil, 1. Baron Burghley. 1561 begleitete er seine Schwester Anne, als sie ihren Mann Throckmorton besuchte, der als Botschafter in Paris diente. Cecil fragte anschließend Throckmorton, ob er Carew als Diplomat für geeignet hielt, was dieser verneinte. Nachdem Carew im Dezember 1572 den Posten des Botschafters in Schottland ausgeschlagen hatte, wurde er endgültig nicht weiter als Diplomat in Betracht gezogen. 1563 war Carew als Abgeordneter für das Borough Castle Rising in Norfolk gewählt worden. Diese Wahl hatte er Throckmorton zu verdanken, der mit dem Duke of Norfolk befreundet war, der beherrschenden Einfluss auf das Borough hatte. Über die Tätigkeit von Carew im House of Commons ist jedoch nichts bekannt, und bei der nächsten Wahl 1571 und bei den nachfolgenden Wahlen kandidierte Carew nicht erneut. Stattdessen übernahm er verschiedene Ämter in Surrey. Bereits von 1567 bis 1568 hatte er als Sheriff gedient, ab etwa 1573 diente er als Friedensrichter und ab 1587 als Deputy Lieutenant. 1576 wurde er zum Ritter geschlagen. Trotz seines fortgeschrittenen Alters wurde Carew 1588 als Soldat zur Abwehr der Spanischen Armada in Dover aufgeboten. Auch in den folgenden Jahren wurde er noch mehrfach als Soldat aufgeboten, ohne dass er wohl je in einen wirklichen Kampf verwickelt wurde. Obwohl er weiterhin oft am Königshof weilte, bat er erstmals 1594 Königin Elisabeth um ein Lehen als Belohnung. Angesichts seiner langjährigen Dienste sorgte die Königin dafür, dass Carew ein Lehen im Gebiet der Diözese Winchester erhielt.

## Ausbau von Beddington Place

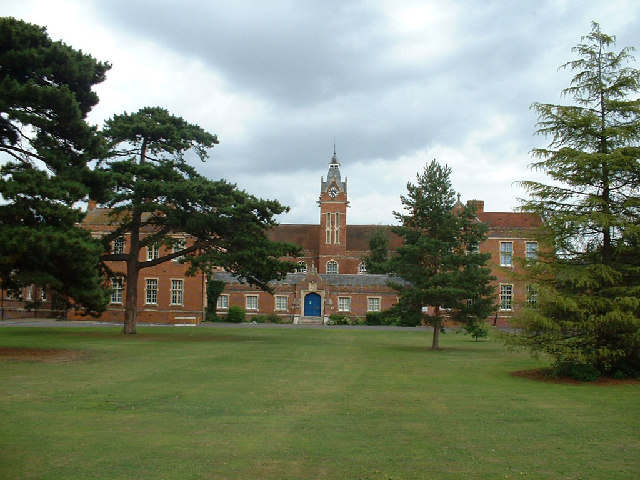
Beddington Place, der von Francis Carew wesentlich erweiterte, doch im 19. Jahrhundert wesentlich veränderte Herrensitz der Carews von Beddington

Carew ließ im Familiensitz Beddington Place die große Halle errichten, wo Königin Elisabeth 1599 drei Tage lang zu Gast war. Auch ihr Nachfolger Jakob I. war in Beddington zu Gast. Carew ließ in seinem Garten Pflanzen aus dem Mittelmeerraum anpflanzen, darunter Myrtensträucher und Zitronen- und Granatäpfelbäume. Der mit ihm verwandte Sir Walter Raleigh brachte Orangenbäume zu ihm nach Beddington, die als die ersten Orangenbäume in England gelten. Carew blieb unverheiratet und kinderlos. Er starb als alter Mann, zu seinem Haupterben bestimmte er seinen Neffen Nicholas Throckmorton, der daraufhin den Namen Carew annahm und in der St Mary’s Church in Beddington ein Epitaph für seinen Onkel errichten ließ. Das Gut von Walton in Staffordshire hinterließ Carew seinem Neffen Sir Francis Darcy.